# Bade (langue)
Pour les articles homonymes, voir Bade.
Le bade (ou badé, bedde, bede, gidgid, en bade de Gashura : gàbàdài ; en bade occidental : gàbàden) est une langue tchadique occidentale de la famille de langues afro-asiatiques parlée au Nigeria.

## Localisation
Le bade est parlé dans les zones de gouvernement locales (Local Government Area ou LGA) de Bade, Jakusko, Bursari et Karasuwa dans l'État de Yobe, dans la LGA de Guri de l'État de Jigawa et dans la LGA de Zakki de l'État de Bauchi,.

## Classification
Cette langue fait partie du sous-groupe des langues bade, qui fait lui-même partie de la sous-famille des langues tchadiques occidentales,.

## Dialectes
Il existe les dialectes du bade de Gashura (ou de Mazgarwa), du bade méridional (ou bade-kado, k-Aɗo), du bade occidental (ou amshi, maagwaram, magwaram), ainsi que le dialecte de Shirawa, aujourd'hui éteint,.
Le bade occidental possède une intercompréhension de 91 % des autres dialectes et le bade méridional une intercompréhension de 87 % des autres dialectes.

## Liens avec les autres langues de la région
Le ngizim et le ɗuwai ne sont pas intelligibles avec le bade. Il existe une similarité lexicale du bade de 63 % avec le ngizim et de 61 % avec le ɗuwai.

## Utilisation
Des personnes de tous âges utilisent le bade, à l'école et dans leur village, mais sont en train de se tourner vers le haoussa comme langue de communication. Les locuteurs du bade utilisent aussi le peul de l'Adamawa et le kanouri manga. La langue est enseignée à l'école primaire, un dictionnaire existe ainsi que des poèmes et des programmes radio.

## Écriture
| Ə | A | B | Ɓ | C | D | Ɗ | E | F | G | H | I | J | K | L | M | N | Ŋ | O | P | R | R̃ | S | T | U | V | W | Y | ʼY | Z |
| ə | a | b | ɓ | c | d | ɗ | e | f | g | h | i | j | k | l | m | n | ŋ | o | p | r | r̃ | s | t | u | v | w | y | ʼy | z |

| Ə | A | B | Ɓ | C | D | Ɗ | E | F | G | H | I | J | K | L | M | N | Ŋ | O | P | R | S | T | U | V | W | Y | ʼY | Z |
| ə | a | b | ɓ | c | d | ɗ | e | f | g | h | i | j | k | l | m | n | ŋ | o | p | r | s | t | u | v | w | y | ʼy | z |